# Tramlijn 21 (Haaglanden)
Tramlijn 21 van de HTM is een voormalige tramlijn in de regio Haaglanden.

## Geschiedenis

### 1928-1937

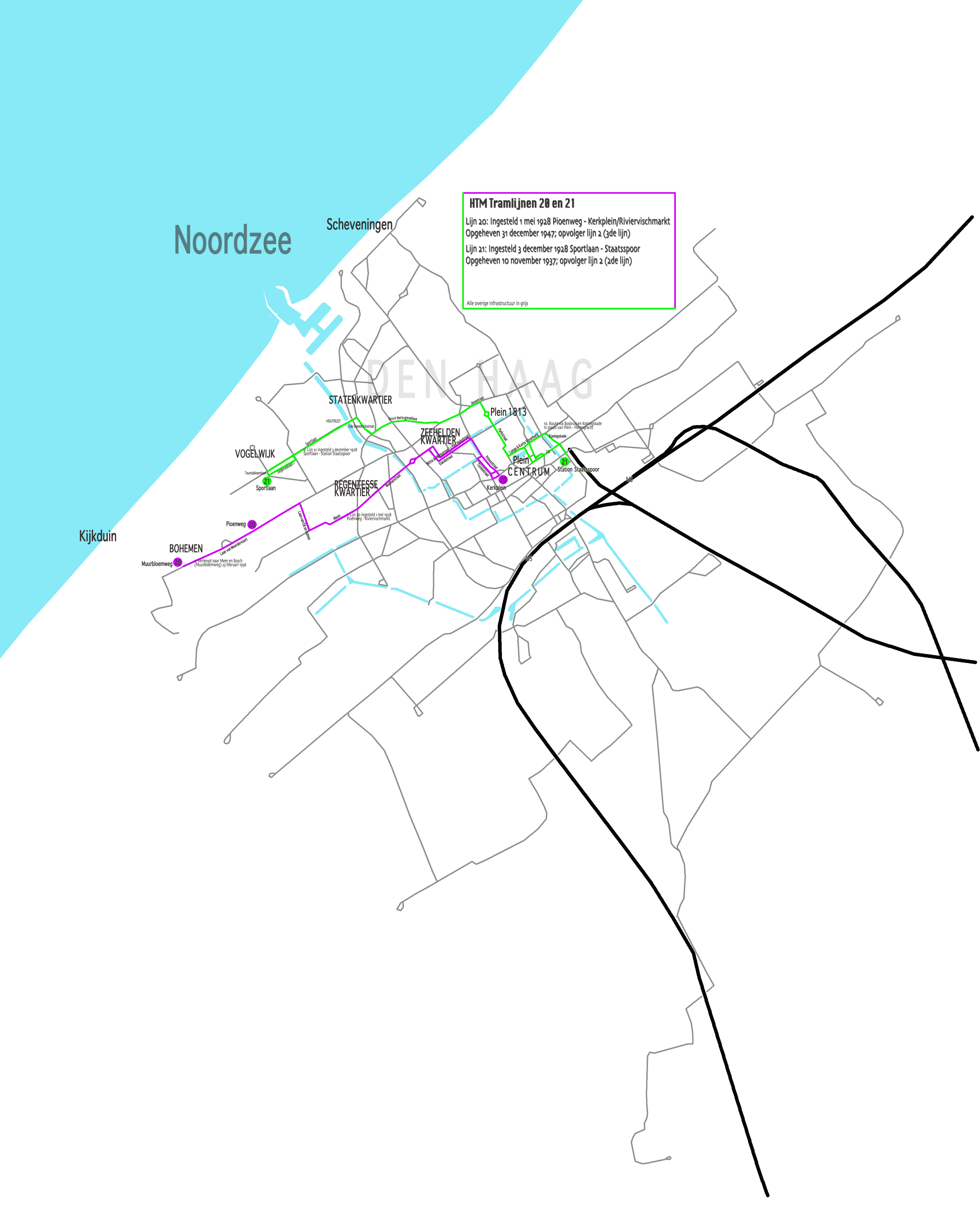
Kaart van de route van lijn 21; zie ook lijn 2

- 3 december 1928: Lijn 21 wordt ingesteld op het traject Sportlaan/Segbroeklaan – Staatsspoor. Het deeltraject Sportlaan – Groot Hertoginnelaan werd overgenomen van lijn 7. De lijnkleur was geel|geel.[1]
- 10 november 1937: Lijn 21 opgeheven en vervangen door lijn 2.

Voor de oorlog was dit het hoogste lijnnummer. Pas in 1963 werd dit overtroffen door lijn 36 & in 1965 lijn 37. Die verdwenen echter alweer in 1966. Het zou tot in 2020 duren voor er weer een tramlijn in de 30 kwam, namelijk lijn 34.

### 1965
Er is maar één keer een tramlijn 21 geweest, maar in 1955 kwam er wel een buslijn 21.
Bus 21 verving bus 31, opvolger van bus Y, als de verbinding tussen station HS en vliegveld Ypenurg. Deze bus 21 werd in 2002 opgeheven, nadat in 1997 bus 15, later tram 15, ging rijden naar de nieuwe woonwijk Ypenburg en naar Nootdorp.

### 2007
- mei 2007: Lijnnummer 21 ging weer gebruikt worden voor een buslijn (Bus 21: Scheveningen Noord - Vrederust)(in plaats van 14)